# Marcus Joseph Wright
Marcus Joseph Wright (5 juin 1831 - 27 décembre 1922) est avocat, auteur, et général confédéré pendant la guerre de Sécession. Il est agent de collecte des archives confédérées pour War of the Rebellion: Official Records of the Union and Confederate Armies, une publication du département à la Guerre.

## Avant la guerre
Wright naît à Purdy, Tennessee. Il est le fils de Martha Ann Hicks Wright et de Benjamin Wright, un vétéran de la guerre de 1812 et de la guerre américano-mexicaine. Le grand-père paternel a combattu dans l'armée continentale pendant la guerre d'indépendance.
Il suit sa scolarité à Purdy puis étudie le droit avant de partir pour Memphis.
Il est admis au barreau du Tennessee, et pratique le droit à Memphis. Il est clerc de loi commune et de la cour de la chancellerie. Il est sheriff dans la région pendant une période. Il est lieutenant colonel d'un régiment de la milice du Tennessee désigné le 154th Tennessee militia regiment.

## Guerre de Sécession
Le régiment de la milice de Wright entre au service de l'armée des États confédérés sous l’appellation de 154th Senior Tennessee Infantry et est composé principalement d'hommes originaires de Memphis et de l'ouest du Tennessee. En 1861, Wright reçoit l'ordre d'établir une fortification à Randolph dans le Tennessee, sur le fleuve Mississippi. Le fort Wright est le premier camp d'entraînement militaire du Tennessee pendant la guerre de Sécession et est nommé d'après Marcus Joseph Wright,. 
Plus tard dans la guerre Wright est le gouverneur militaire confédéré de Colombus, Kentucky, de février 1862 jusqu'à son évacuation le 1er mars 1862. Leonidas Polk le nomme ensuite gouverneur militaire de Humboldt le 4 mars 1862. Il est présent avec son régiment à la bataille de Belmont et de la bataille de Shiloh, où il est blessé. Avec la blessure du brigadier général Bushrod Johnson, et son remplacement à la tête de la brigade par le colonel Preston Smith, Wright prend le commandement du 154th Tennessee à Shiloh. À la suite de sa blessure au genou, il est absent de régiment pendant un certain temps. Lors de la bataille, son régiment subit 26 tués, 163 blessés et 9 disparus.
Il est membre de l'état-major du major général Benjamin F. Cheatham au cours  de l'invasion du Kentucky par le général Braxton Bragg où il combat à la bataille de Perryville.
Wright est promu au brigadier général le 13 décembre 1862, et participe à la campagne de Tullahoma à la bataille de Chickamauga et de la bataille de Missionary Ridge. En 1863-64, il est responsable du district d'Atlanta. Après l'évacuation de la ville, il commande à Macon, en Géorgie. À la fin de la guerre, il commande le district du Mississippi du Nord et du Tennessee occidental. Il est libéré sur parole le 19 mai 1865, à Grenada, au Mississippi.

## Après la guerre
Après la guerre, Wright retourne à la pratique du droit à Memphis et pendant un temps il est assistant-commissaire de bord de l'arsenal de la Marine des États-Unis à Memphis, Tennessee. Il devient le rédacteur en chef du Journal  de Columbia, dans le Tennessee, et, le 2 septembre 1875, il épouse Pauline Womack de l'Alabama. Wright part ensuite à Washington, DC,pour pratiquer le droit.
En 1878, Wright est nommé agent du département à la Guerre des États-Unis pour collecter les archives militaires des confédérés. Il travaille sur ce projet jusqu'en juin 1917. Il publie de nombreux articles et de plusieurs livres, y compris : 
- Life of Gov. William Blount (1884)
- Life of General Scott (1894)
- Analytical Reference (1904)
- Tennessee in the War (1908)
- General Officers of the Confederate Army (1911)
- The Social Evolution of Woman (1912)

Wright meurt à Washington, DC, le 27 décembre 1922, et est enterré dans le cimetière National d'Arlington dans le côté sud du mémorial confédéré. Il est l'un des deux anciens généraux confédérés inhumés dans ce cimetière (l'autre étant Joseph Wheeler).
- (en) « Marcus Joseph Wright », dans New International Encyclopedia [détail des éditions]